# NGC 6685
NGC 6685 is een elliptisch sterrenstelsel in het sterrenbeeld Lier. Het hemelobject werd op 29 mei 1887 ontdekt door de Amerikaanse astronoom Edward D. Swift.

## Synoniemen
- UGC 11317
- MCG 7-38-15
- ZWG 228.21
- NPM1G +39.0492
- PGC 62220